# Гарибджанян, Гегам Тиранович
Гега́м Тира́нович Гарибджанян (арм. Գեղամ Տիրանի Ղարիբջանյան, англ. Gegham Gharibjanian; род. 2 октября 1951, Ереван) — армянский государственный и политический деятель, дипломат. Посол Республики Армения в Государстве Катар с 16 мая 2013 по 28 июля 2021 года, (резиденция в Абу-Даби) и с 2 мая 2019 года резиденция в Дохе. С 12 марта 2012 по 25 сентября 2018 года Чрезвычайный и Полномочный Посол Республики Армения в ОАЭ. Занимал пост Генерального Секретаря (Руководителя аппарата) Национального собрания Республики Армения и Заместителя министра иностранных дел Республики Армения.

## Биография
Родился 2 октября 1951 года в Ереване, Армянская ССР. Женат с октября 1981 года. Супруга — Аида Маратовна Авагян, родилась 14 января 1958 года в Ереване, Армянская ССР.

## Образование
- 1973 — факультет востоковедения Ереванского государственного университета.
- 1994 — высшие курсы общественной администрации Калифорнийского университета (USC).

## Профессиональный опыт
- 1973—1978 — Старший референт отдела востока Комитета по культурным связям с армянами за рубежом.
- 1978—1981 — Длительная командировка в Исламскую Республику Иран в качестве переводчика.
- 1981—1991 — Старший референт, заведующий отделом Комитета по культурным связям с армянами за рубежом.
- 1991—1995 — Заместитель министра труда и социального обеспечения Республики Армения.
- 1995—1999 — Депутат Национального собрания первого созыва Республики Армения.

Заместитель председателя, председатель постоянной комиссии Национального собрания Республики Армения по социальным вопросам, здравоохранению и охране природы,
Председатель парламентской группы дружбы «Армения-Иран»,
Заместитель председателя межпарламентской комиссии Национального собрания РА и Федерального собрания РФ,
Заместитель председателя социального комитета Межпарламентской Ассамблеи СНГ,
Основатель парламентской группы «Социальное государство».
- 14 января 1999 года по указу Президента Республики Армения Роберта Кочаряна был предоставлен дипломатический ранг Чрезвычайный и Полномочный Посол.
- 1999—2005 — Чрезвычайный и Полномочный Посол Республики Армения в Исламской Республике Иран.
- 2005—2009 — Чрезвычайный и Полномочный Посол Республики Армения в Государстве Катар, (резиденция в Тегеране).
- 2005—2009 — Заместитель министра иностранных дел Республики Армения.
- 2009—2012 — Генеральный Секретарь (Руководитель аппарата) Национального собрания Республики Армения.
- 12 марта 2012 — 25 сентября 2018 — Чрезвычайный и Полномочный Посол Республики Армения в ОАЭ.
- 16 мая 2013 — 28 июля 2021 — Чрезвычайный и Полномочный Посол Республики Армения в Государстве Катар, (резиденция в Абу-Даби). Со 2 мая 2019 года резиденция в Дохе.

## Участие в межправительственных комиссий
- 2006—2009 — Председатель армянской стороны межправительственных комиссий:

армяно-китайская межправительственная комиссия по сотрудничеству в областях торговли, индустрии, энергетики, науки, технологий, сельского хозяйства, образования и культуры.
армяно-индийская межправительственная комиссия по сотрудничеству в областях торговли, экономики, технологий, науки, образования и культуры.
Совместная межправительственная организация между Республикой Армения и Ливанской Республикой.
- Был в межправительственных комиссий:

межправительственная комиссия по экономическому сотрудничеству между Республикой Армения и Грузией.
межправительственная комиссия по экономическому сотрудничеству между Республикой Армения и Российской Федерацией.

## Другая информация
- 1998 — Действительный член Международной Академии природы и обществоведения.
- 1998 — Почётный доктор правоведения Института внешних экономических связей и управления.

## Награды
- 2011 — Указом Президента Республики Армения Сержа Саргсяна награждён медалью «Мхитар Гош».
- 2009 — За неоценимый вклад в деятельность Министерства иностранных дел Республики Армения и значительное содействие становлению армянской дипломатии Министром иностранных дел Республики Армения Эдвардом Налбандяном награждён грамотой.
- 2009 — Награждён медалью «Драстамата КАНАЯН» Министром обороны Республики Армения.
- 2007 — Награждён орденом Великого Князя Владимира II степени Национальным комитетом Общественных Наград Российской Федерации «За Службу Отечеству».
- 2007 — Награждён золотой медалью «Фритьоф Нансен».
- 2007 — Удостоен грамоты за организацию «Четвёртых общеармянских игр» президентами Всемирного и Организационного комитета.
- 2007 — Награждён юбилейным знаком «15 лет ОДКБ».
- 2007 — Награждён медалью «За упрочнение сотрудничества» Полицией Республики Армения.
- 2006 — Удостоен почётной грамоты Национальной Академии наук Республики Армения за вклад в армяно-иранские научно-культурные отношения.
- 2006 — Награждён Знаком отличия военнослужащих Северо-Кавказского военного округа «За службу на Кавказе».
- 2005 — Награждён часами с эмблемой Военной Полиции начальником Военной Полиции Министерства обороны Республики Армения.

## Дипломатический ранг
Чрезвычайный и Полномочный Посол

## Языки
Владеет русским, персидским и английским языками.

## Семейное положение
Женат, имеет троих детей и трёх внуков.